# Iwan Bally
Iwan Bally (* 13. Dezember 1876 in Schönenwerd; † 2. August 1965 ebenda) war ein Schweizer Unternehmer und Politiker (Freisinnig-Demokratische Partei).

## Leben

### Familie
Iwan Bally entstammte der Unternehmerfamilie Bally und war der älteste Sohn des Schuhfabrikanten und Politikers Eduard Bally (* 11. August 1847 in Schönenwerd; † 24. Juli 1926 ebenda) und dessen Ehefrau Marie († 19. Mai 1923), die Tochter des Pastors Johann Friedrich Karl Prior aus Meppen in Deutschland; seine Mutter war bis 1921 im Leitungsgremium des Schweizerischen Gemeinnützigen Frauenvereins. Er hatte noch eine Schwester und zwei Brüder.
Sein Grossvater war der Industriepionier Carl Franz Bally und sein Onkel der Unternehmer Arthur Bally.
Er heiratete 1901 Clara († 27. September 1928), die Tochter des Molkereibesitzers Ludwig Wissmann aus Frankfurt am Main; gemeinsam hatten sie vier Töchter. Zu seinen Schwiegersöhnen gehörte unter anderem Witto Wittstock-Bally (1895–1983). Seine Abdankung fand am 5. August 1965 in der Stiftskirche Schönenwerd statt.
Die Erben von Iwan Bally schenkten der Gemeinde Schönenwerd den Familiensitz Villa Clarahaus mit einem Teil des Grundstücks von ungefähr 30 Aren. Der Rest der Liegenschaft, 84 Aren, konnte von der Gemeinde zu einem Vorzugspreis erworben werden; damit wurde der Bau einer Alterssiedlung ermöglicht.

### Werdegang
Nachdem Iwan Bally die Gemeinde- und Bezirksschule in Schönenwerd besucht und an der Kantonsschule Aarau die Maturität bestanden hatte, kam er zum Studium an das Polytechnikum Zürich (heute ETH Zürich) und darauf zur Universität Zürich.
Er absolvierte eine Banklehre in Paris und trat 1897 in das Geschäft seines Vaters sein; 1907 wurde er Direktor der C. F. Bally AG. Von 1921 bis 1954 war er Verwaltungsratspräsident der Bally-Schuhfabriken und der Wiener Schuhfabrik.
1908 wurde er Mitglied des Verwaltungsrats der Baugesellschaft Schönenwerd AG. 1912 erfolgte seine Wahl in den Verwaltungsrat der Stuttgarter Lebensversicherungsbank AG. 1911 wurde er in den Verwaltungsrat der «Schweiz» Allgemeinen Versicherungs AG in Zürich gewählt, und ab 1915 war er Mitglied des Verwaltungsrats der Eidgenössischen Bank. 1927 wurde er Mitglied des Verwaltungsrats der neugegründeten Arola-Schuh AG, und im selben Jahr erfolgte, als Nachfolger des verstorbenen Paul Usteri-Escher, seine Wahl zum Mitglied des Verwaltungsrats der Schweizerischen Lebensversicherungs- und Rentenanstalt (heute Swiss Life) in Zürich.
Iwan Bally hielt sich einige Zeit in England auf und unternahm mehrere Reisen in die USA.
Er war Hauptmann der Kavallerie und 1. Adjutant der Kavalleriebrigade 2.

### Unternehmerisches, gesellschaftliches und politisches Wirken
Als Mitglied des Direktoriums der C. F. Bally AG leitete Iwan Bally die Rationalisierungsbestrebungen nach amerikanischem Vorbild und war, nach der Einführung der Holdingstruktur, von 1921 bis 1954 Verwaltungsratspräsident der Bally-Schuhfabriken und lange Zeit auch der Wiener Schuhfabrik.
Während des Zweiten Weltkriegs forderten die Arbeiter der Schuhkonzerns Bally den Abschluss eines Gesamtarbeitsvertrags, den Iwan Bally jedoch strikt ablehnte. Daraufhin baten die Gewerkschaften den Leiter des Volkswirtschaftsdepartements, Walther Stampfli, um Unterstützung. Dieser zwang Bally zum Vertragsabschluss, indem er drohte, dass die Armee sonst keine Militärschuhe mehr von seiner Firma beziehen würde.
Iwan Bally war Präsident der Schulkommission und der Bezirksschulpflege Schönenwerd. 1919 wurde er als Kandidat der Freisinnigen in Solothurn für die Wahl des Nationalrats aufgestellt und amtete im gleichen Jahr als Mitglied des Vollziehungsausschusses (kantonale Parteileitung), deren Präsident der Ständerat Robert Schöpfer war.
Iwan Bally betraute 1921 Christian Clavadetscher mit der Leitung des Gutsbetriebs Niederhommel im luzernischen Neuenkirch.
Von 1921 bis 1933 war er freisinniger Solothurner Kantonsrat und wurde 1925 zum zweiten und 1926 zum ersten Vizepräsidenten gewählt; 1928 wurde er Kantonsratspräsident.
Als Nachfolger für den zurückgetretenen Hugo Dietschi wirkte er von 1937 bis 1943 als Ständerat.
Während seines USA-Aufenthaltes wurde er mit dem Arbeitswissenschaftler Frederick Winslow Taylor und dem Psychologen Hugo Münsterberg bekannt und begann sich für angewandte Psychologie zu interessieren. Bereits 1913 liess er durch Jules Suter (1882–1959) psychologisch konzipierte Auslese- und Anlernmethoden in der Schuhfabrik Bally entwickeln und durchführen. Weil er sich für die von Hugo Münsterberg 1914 veröffentlichten Grundzüge der Psychotechnik interessierte, initiierte er 1923 die Gründung des Psychotechnischen Instituts Zürich durch Jules Suter. Ziel war die praktische Anwendung der Psychologie im Dienste von Gesundheit, Wirtschaft, Erziehung, Kunst und Wissenschaft. Jules Suter führte erfolgreich arbeitspsychologische Versuche in Bally-Betrieben durch.
1928 war er Mitinitiant des betriebswirtschaftlichen Instituts der ETH Zürich, in deren Vorstand er gewählt wurde.
Iwan Bally referierte in zahlreichen Kursen der beruflichen Weiterbildung. So hielt er unter anderem Vorträge in einem finanz- und betriebswissenschaftlichen Kurses, den der Schweizerischen Ingenieur- und Architektenverein veranstaltete; weitere Vorträge hielt er unter anderem 1927 auf dem III. Internationalen Kongress für wissenschaftliche Arbeitsorganisation sowie in der staatsbürgerlichen Weiterbildung. Überdies nahm er an Diskussionsveranstaltungen teil.
Er unterstützte 1940 die Patagonien-Expedition des Geologen Arnold Heim finanziell.
Iwan Bally betätigte sich auch als Philatelist. und nahm mit seiner Sammlung an verschiedenen Briefmarkenausstellungen teil 1946 war er Mitglied der Jury der Internationalen Briefmarkenausstellung in New York sowie 1950 während der Internationalen Briefmarkenausstellung in London.
1942 begründete er das Bally-Schuhmuseum in Schönenwerd; dazu unterstützte er finanziell das Bally-Prior-Museum, wenn es notwendig war.

### Mitgliedschaften
Während seiner Schulzeit wurde Iwan Bally Mitglied der Kantonsschülerverbindung Argovia Aarau Nuntio.
Seit 1901 war er Mitglied der aargauischen Naturforschenden Gesellschaft.
1917 wurde er zum Mitglied der Schweizerischen Verkehrszentrale gewählt.
Von 1918 bis 1944 war er Vizepräsident und seit 1944 Ehrenpräsident des Verbands schweizerischer Schuhindustrieller und seit 1950 Ehrenmitglied des Solothurner Handels- und Industrievereins sowie seit 1926 Mitglied der schweizerischen Handelskammer.
1931 wurde er Ehrenmitglied der Schweizerischen Stiftung für Psychotechnik.
Während des Zweiten Weltkriegs amtete er von 1939 bis 1946 als Präsident des kriegswirtschaftlichen Syndikats für Häute, Leder und Schuhe (Halska).
Er war Ehrenmitglied der Swiss Friends of the United States of America.
Von 1946 bis 1963 war er Mitglied des 1945 gegründeten Philatelistenvereins Consilium Philateliæ Helveticæ.

## Trivia
Iwan Bally wird, neben seinem Grossvater und Vater, als einer von drei Patriarchen im 1988 produzierten Film Der Schuh des Patriarchen von Bruno Moll dargestellt.
2019 wurde der Rechenschieber von Iwan Bally im Internet versteigert.

## Schriften (Auswahl)
- Zur Revision des Art. 41 des Fabrikgesetzes. In: Wissen und Leben, Band 26, Heft 6. 1923–1924. S. 337–344 (Digitalisat).
- Rationalisierungsbestrebungen in der schweizerischen Industrie. 1927 (Digitalisat).
- Iwan Bally; Eugen Böhler; Manuel Saitzew: Wirtschaftsfragen industrieller Unternehmungen: eine Sammlung von fünf Vorträgen. Zürich, 1927.[71]
- Gedanken eines Industriellen über den Arbeitsfrieden. In: Der Schweizer Arbeitnehmer vom 25. April 1929. S. 1–2 (Digitalisat).
- Gedanken eines Industriellen über den Arbeitsfrieden (Schluss). In: Der Schweizer Arbeitnehmer vom 2. Mai 1929. S. 2–3 (Digitalisat).
- Gedanken über den Arbeitsfrieden. In: Der Schweizer Arbeitnehmer vom 9. Mai 1929. S. 1–2 (Digitalisat).
- Gedanken über den Arbeitsfrieden. In: Der Schweizer Arbeitnehmer vom 6. Juni 1929. S. 2 (Digitalisat).
- Gedanken über den Arbeitsfrieden (Schluss). In: Der Schweizer Arbeitnehmer vom 13. Juni 1929. S. 2–3 (Digitalisat).
- Bata und die schweizerische Schuhindustrie. In: Der Bund vom 22. Januar 1933. S. 2 (Digitalisat).
- Herr Iwan Bally zur heutigen Wirtschaftslage. In: Der Schweizer Arbeitnehmer vom 16. November 1933. S. 1–2 (Digitalisat).